# Éric Molina
Eric Lee Molina (ur. 26 kwietnia 1982 w Raymondville) – amerykański pięściarz, były pretendent do tytułu mistrza świata wagi ciężkiej.

## Kariera
Rozpoczął zawodową karierę 17 marca 2007 roku. W swojej pierwszej walce przegrał przez nokaut w pierwszej rundzie z Ashantim Jordanem
Od 2007 do 2012 roku stoczył zanotował osiemnaście kolejnych zwycięstw. Dzięki temu 18 lutego 2012 roku spotkał się w ringu z byłym pretendentem do tytułu mistrza świata, Chrisem Arreolą (33-2). Pojedynek przegrał przed czasem w pierwszej rundzie.
13 czerwca 2015 roku w Birmingham przystąpił do walki o tytuł mistrza świata wagi ciężkiej. Jego rywalem był obrońca pasa WBC, Deontay Wilder (33-0, 32 KO). Molina zachwiał swoim rywalem w trzeciej rundzie, ale ostatecznie przegrał walkę przez nokaut w dziewiątym starciu.
2 kwietnia 2016 roku w krakowskiej Tauron Arenie zmierzył się z Tomaszem Adamkiem (50-4, 30 KO). Zwyciężył przez nokaut w dziesiątej rundzie. Do momentu przerwania walki przegrywał na punkty u wszystkich sędziów (83-88, 83-88, 83-88). Stawką starcia był pas IBF Inter-Continental.
10 grudnia 2016 roku dostał drugą w karierze szansę walki o pas mistrza świata. Tym razem w Londynie zmierzył się z mistrzem świata IBF, Anthonym Joshuą (17-0, 17 KO). Przegrał przez nokaut w trzeciej rundzie.
2 września 2017 roku udanie powrócił na ring, wygrywając na punkty z Jamalem Woodsem (13-35-7, 10 KO). 
4 listopada 2017 przegrał walkę z Dominic'iem Breazealem na gali Wilder vs Stiverne.